# Atlas XH-1 Alpha
Atlas XH-1 Alpha byl dvoumístný jednomotorový experimentální vrtulník zkonstruovaný jihoafrickou společností Atlas Aircraft Corporation (nyní Denel Aviation) s využitím konstrukčních a dynamických komponentů francouzského typu Aérospatiale Alouette III. Vrtulník sloužil především při vývoji domácího bitevního vrtulníku Denel AH-2 Rooivalk. Po svém vyřazení byl vrtulník vystaven v Muzeu jihoafrického letectva.

## Vývoj
Vrtulník si ze svého vzoru ponechal pohonnou jednotku Turbomeca Artouste, třílistý nosný a třílistý vyrovnávací rotor. Nově byly zkonstruovány kabina, střední část trupu, ocasní plochy a podvozek. Uspořádání pilotní kabiny bylo typické pro bitevní vrtulníky se zbraňovým operátorem vpředu a pilotem vzadu (funkční řízení měli k dispozici oba). Výzbroj tvořil jeden 20mm kanón Vektor GA-1 v pohyblivé věžičce pod přídí. Instalováno bylo křídlo s několika závěsníky. První vzlet vrtulníku proběhl 3. února 1983. Využit byl zejména k testům střeleckého systému. Další zkoušky pro typ Rooivalk probíhaly rovněž na typu Puma.

## Specifikace

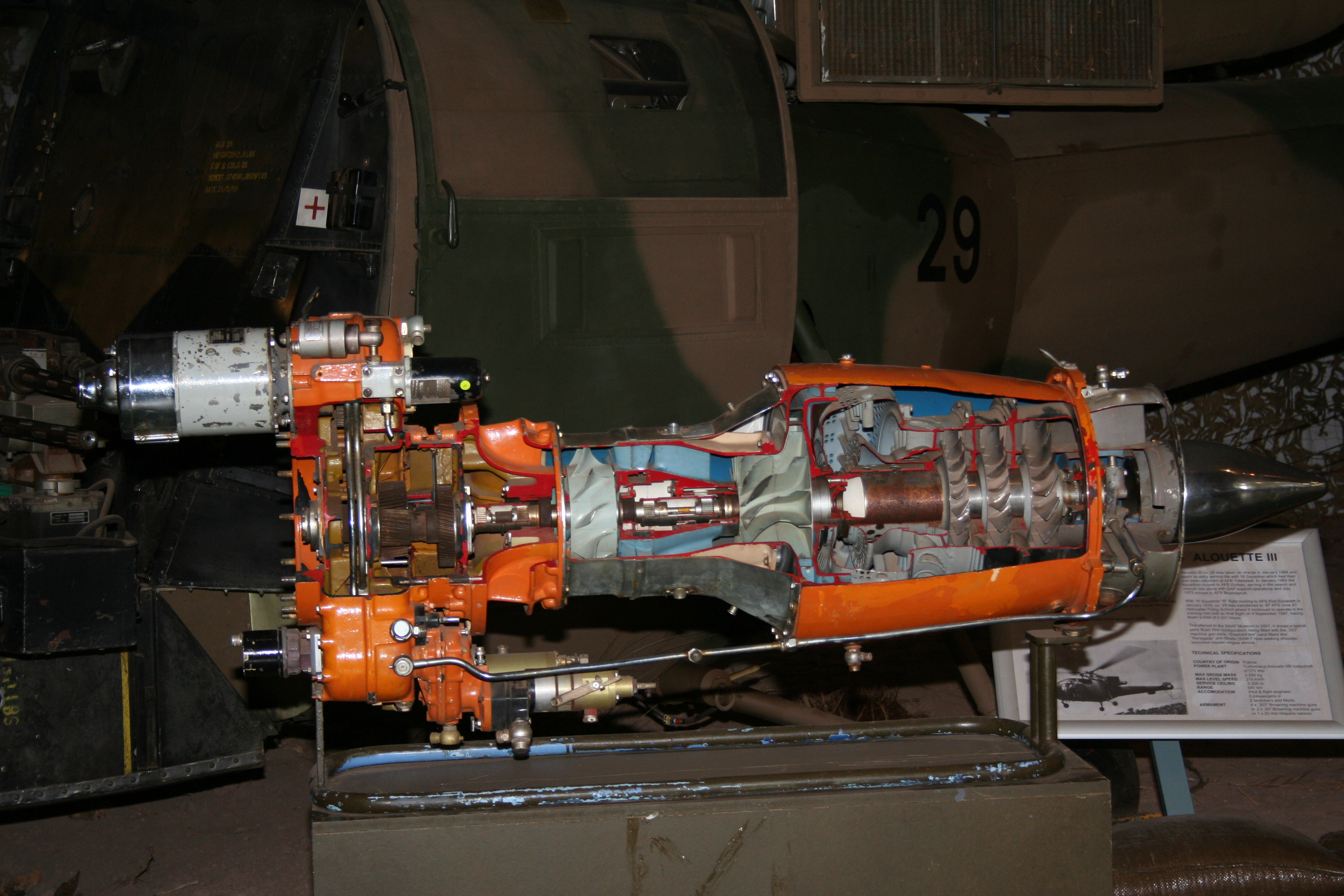
Vrtulník poháněl turbohřídelový motor Turbomeca Artouste

### Technické údaje
- Posádka: 2
- Délka: 10,56 m
- Průměr nosného rotoru:
- Výška: 2,73 m
- Hmotnost prázdného stroje: 1400 kg
- Vzletová hmotnost: 2200 kg
- Pohonná jednotka: 1× turbohřídelový motor Turbomeca Artouste IIIB1
- Výkon pohonných jednotek: 410 kW

### Výkony
- Maximální rychlost: 215 km/h
- Cestovní rychlost: 550 km

### Výzbroj
- 1× 20mm kanón Vektor GA-1 Rattler